# HD 181720
HD 181720 é uma estrela na constelação de Sagittarius. Tem uma magnitude aparente visual de 7,86, sendo invisível a olho nu. Medições de paralaxe, do segundo lançamento do catálogo Gaia, indicam que está localizada a uma distância de aproximadamente 197 anos-luz (60 parsecs) da Terra.
Esta é uma estrela de classe G da sequência principal com um tipo espectral de G1V, o que indica que é uma estrela similar ao Sol que gera energia pela fusão de hidrogênio no núcleo, porém um pouco mais quente com uma temperatura efetiva de 5 840 K. Com uma idade estimada de 12 bilhões de anos, HD 181720 é mais evoluída que o Sol, possuindo um raio 42% maior que o raio solar e uma luminosidade de 2,11 vezes a solar, apesar de ser menos massiva com 87% da massa solar. Sua metalicidade, a abundância de elementos mais pesados que o hélio, é inferior à solar, com uma concentração de ferro de apenas 30% da solar.
HD 181720 foi incluída em um programa do espectrógrafo HARPS para descobrir planetas extrassolares ao redor de estrelas pobres em metais, que possuem uma taxa de ocorrência de planetas gigantes significativamente inferior à de estrelas ricas em metais. O instrumento coletou 28 dados de velocidade radial entre setembro de 2003 e setembro de 2009, indicando a presença de um planeta com uma massa mínima de 37% da massa de Júpiter orbitando a estrela a uma distância média de 1,78 UA. Sua órbita tem um período de 956 dias e uma excentricidade de 0,26. Os dados astrométricos da sonda Hipparcos indicam que a massa real desse objeto está entre 6,1 e 217,9 massas de Júpiter, então é possível que ele seja anã marrom ou uma estrela de baixa massa.
| Planeta | Massa    | Semieixo maior (UA) | Período orbital (dias) | Excentricidade |
| ------- | -------- | ------------------- | ---------------------- | -------------- |
| b       | >0,37 MJ | 1,78                | 956 ± 14               | 0,26 ± 0,06    |